# Plagiostoma (bivalve)
Genre
Espèce
Plagiostoma est un genre éteint de mollusques marins à byssus de la classe des bivalves et de la famille des Limidae. L'espèce type du genre est Plagiostoma giganteum ou Plagiostoma (Lima) gigantea en incluant le sous-genre Lima.
Les espèces de ce genre sont présentes depuis le Permien inférieur (étage Sakmarien, en Australie) il y a environ 295 Ma. Elles se sont éteintes à la fin du Crétacé supérieur il y a environ 66 Ma.

## Description
Leur taille peut dépasser 12 cm de long, en particulier pour l'espèce P. giganteum fréquente durant le Jurassique inférieur (Bassin parisien, Bassin aquitain, Province du Luxembourg en Belgique, Grande-Bretagne...).

## Environnement
Plagiostoma est un lamellibranche vivant sur le fond de mer (épifaune) fixé au substrat par un byssus.

## Espèces
Parmi les espèces du genre Plagiostoma :
- Plagiostoma aurita Popov 1964
- Plagiostoma bellula Morris and Lycett 1853
- Plagiostoma delettrei Coquand 1852
- Plagiostoma deltoideum Girty 1909
- Plagiostoma dianense Guo 1985
- Plagiostoma euximium Bayle 1878
- Plagiostoma gejiuense Guo 1985
- Plagiostoma gigantea Boehm 1911
- Plagiostoma giganteum G. B. Sowerby I 1814
- Plagiostoma harronis Dacque 1905
- Plagiostoma hermanni Voltz 1830
- Plagiostoma immensum Repin 2013
- Plagiostoma inversa Waagen 1881
- Plagiostoma lenaensis Kurushin 1998
- Plagiostoma malinovskyi Bytschkov 1976
- Plagiostoma nudum Parona 1889
- Plagiostoma popovi Kurushin 1985
- Plagiostoma punctatum Sowerby 1818
- Plagiostoma rodburgensis Whidborne 1883
- Plagiostoma semicircularis Goldfuss 1835
- Plagiostoma shimperi (Branco) 1977[2],[3]
- Plagiostoma striatum Schlotheim 1820
- Plagiostoma sublaeviusculum Krumbeck 1905
- Plagiostoma subsimplex Thomas and Peron 1891
- Plagiostoma subvaloniense Krumbeck 1923
- Plagiostoma tihensis Abbass 1962

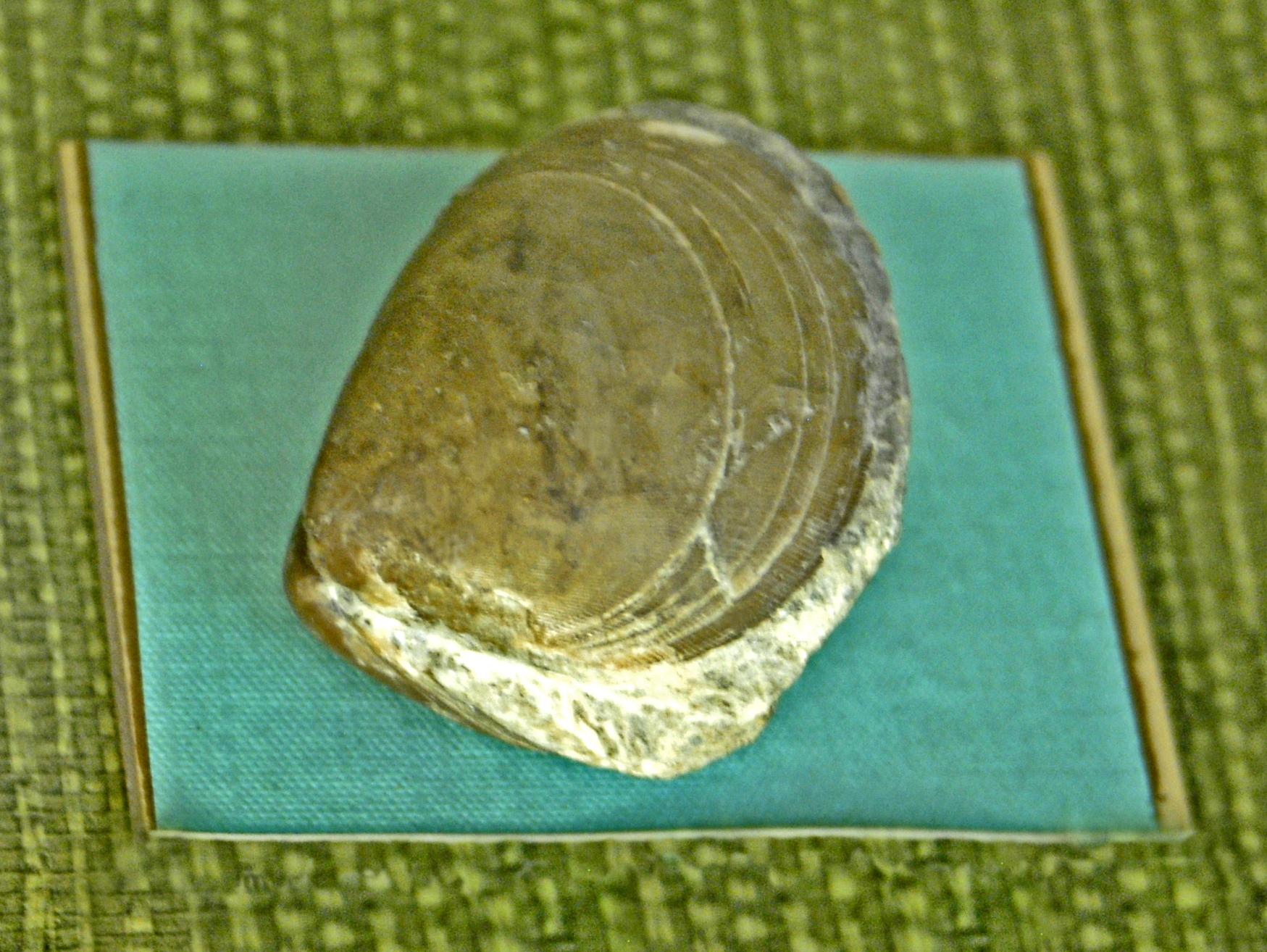
Plagiostoma punctatum
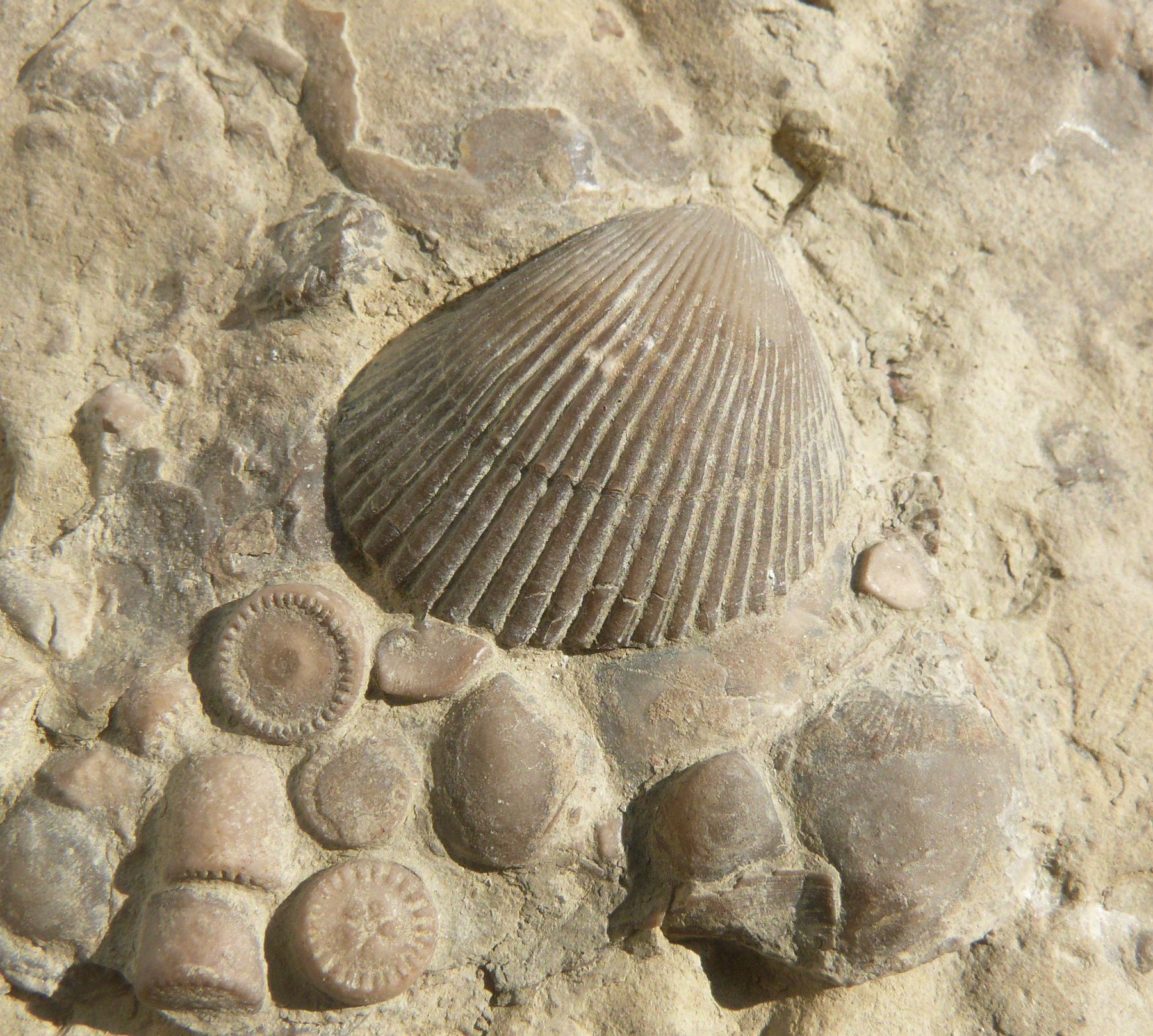
Plagiostoma striatum